# Senhorio dos Direitos Reais de Paredes da Beira
O Senhorio dos Direitos Reais de Paredes da Beira, de juro e herdade e em vínculo de sucessão perpétua, foi uma mercê criada por Decreto do Rei D. João V, de 8 de abril de 1750, em favor de José de Azevedo Vieira,  cavaleiro da Ordem de Cristo e capitão-mor das Ordenanças da vila de Paredes da Beira.

## História
Em 8 de abril de 1750, por Decreto formalmente assinado por D. José I, mas ainda durante o reinado de D. João V (o qual, então enfermo, faleceria a 31 de julho desse ano), a Coroa fez mercê ao Dr. José de Azevedo Vieira,  Desembargador da Relação do Porto e 20.º senhor da Casa da Torre das Pedras, em Paredes da Beira, "dos direitos que pelo Foral da Villa de Paredes se pagão a minha Fazenda para os poder vincular perpetuamente como lhe parecer .. em satisfação de todos os serviços do supplicante e dos mais que fizer em sua vida, e algumas razões que me forão presentes, e por graça e motivo especial".

### Possíveis motivos para a concessão da mercê
Nessa época, era raríssima a concessão de mercês fora da Lei Mental (para mais, tratando-se da mercê de donatário, de juro e herdade, dos direitos reais de uma vila - algo que, a ser atribuído pelo monarca e sempre a título excepcional, seria provavelmente a favor de um membro da alta nobreza da Corte, o que não era o caso).

#### O título de Sua Majestada Fidelíssima, dado pelo Papa à Coroa portuguesa (1748)
A coroa, no decreto da doação, não quis especificar os motivos da mesma, fazendo apenas uma menção genérica a "serviços prestados" por José de Azevedo Vieira; mas é possível que a verdadeira causa da concessão de uma mercê tão especial possa estar em indispensável apoio prestado pelo filho do agraciado, o jesuíta Manuel de Azevedo (então secretário pessoal do Papa Bento XIV e editor das suas obras em latim), graças à proximidade que tinha com o Pontífice, à pretensão de D. João V de lhe ser atribuído, pela Santa Sé, o título de Sua Majestade Fidelíssima.
De facto, esse objetivo, perseguido desde há décadas pelo monarca português, através de constantes diligências diplomáticas, foi finalmente alcançado em 23 de dezembro de 1748, ou seja, apenas alguns meses antes da doação dos direitos da vila de Paredes a José de Azevedo Vieira.

#### Os privilégios concedidos pelo Papa à capela dos Azevedos (1749)
Aliás, a proximidade e influência de Manuel de Azevedo, S. J., em relação ao Papa Bento XIV, ficou bem demonstrada logo no ano de 1749, quando o Pontífice concedeu vários privilégios à capela do solar dos Azevedos em Paredes da Beira, nomeadamente - no dia 12 de dezembro desse ano - o de a isentar da jurisdição episcopal, ficando diretamente subordinada ao Papa, privilégio esse que, em Portugal, apenas à capela real havia sido concedido.
José de Azevedo Vieira teve ainda a doação dos Direitos de Paredes confirmada pelo Rei D. José I, em 1752. 
Era filho de Sebastião Vieira da Silva (Coimbra, bp 25.01.1651 -  Paredes da Beira, c. 1674), Fidalgo da Casa Real (descendente de Álvaro Pires Vieira, padroeiro das igrejas do concelho de Vieira e chanceler da casa do cível em 1471), que casou em 9 de maio de 1672 com D. Luísa de Azevedo (Paredes da Beira, c. 1655 - 1679), 19.ª senhora da casa da Torre das Pedras, um solar cuja origem remontava à conquista da terra de Paredes aos mouros, no século XI, tendo depois passado para a posse da família Távora e no século XVI, por aliança matrimonial, para um ramo dos Azevedos, descendente dos senhores de São João de Rei.

### A tradição literária dos Azevedos de Paredes da Beira
Além de herdeira e administradora de um solar medieval e propriedades anexas, a mãe do 1.º titular dos Direitos Reais de Paredes escreveu textos literários em Latim, Castelhano e Português, que dominava com igual fluência. Sua irmã, Ângela de Azevedo, foi destacada dramaturga, autora de três peças em castelhano (uma delas recentemente traduzida para o inglês); na época, o castelhano era língua bem conhecida do público português, sendo que muitas das companhias teatrais espanholas percorriam toda a península ibérica, apresentando-se também em Lisboa. 
As duas irmãs iniciaram assim uma forte tradição literária na família dos Azevedos de Paredes da Beira, que se reafirmou nas gerações seguintes, designadamente no acima referido secretário do Papa Bento XIV, o padre jesuíta Manuel de Azevedo, neto de Luísa de Azevedo, que foi autor de versos e epístolas em latim e de uma biografia em língua italiana de Santo António, publicada em Veneza em 1788, que conheceria grande sucesso nas décadas seguintes, com 4 edições em italiano e traduções para português, espanhol e polaco.

A Casa da Torre das Pedras, na quinta de Azevedo ou da Corredoura, solar de residência dos Azevedos, senhores dos Direitos Reais de Paredes da Beira

José de Azevedo Vieira, 1.º senhor de Paredes, casou em 1699 com D. Luisa da Costa Rebelo da Fonseca (Paredes da Beira, 06.11.1686 - 07.01.1743) - da família dos Costas, ditos de Alpedrinha, cujo primeiro personagem de destaque emergira no século XV, na pessoa do renomado cardeal de Alpedrinha, D. Jorge da Costa - com geração, incluindo 5 filhos, que todos seguiram carreiras religiosas, e uma filha. 

### A linha de sucessão no senhorio
O primogénito foi Bernardo José de Azevedo Vieira, 2.º Senhor dos Direitos Reais da Vila de Paredes, por Alvará de 18.08.1752 (D. José I), tendo sido nomeado Fidalgo Capelão da casa real em 11.08.1757, além de abade de Santa Maria de São João da Pesqueira e arcediago na Sé de Évora. 
Não tendo descendentes, o senhorio passou para sua irmã, D. Maria Clara Francisca Joaquina de Azevedo e Távora Vieira da Silva, que foi assim a 3.ª senhora dos direitos reais de Paredes e a 23.ª senhora da Casa da Torre das Pedras. Casou em 22.07.1737 com seu primo, Manuel Rebelo de Sousa e Azevedo (bp. 01.05.1703), Alcaide-mór de Seia, por Alvará de 17.10.1750 e morgado de Várzeas e de Castanheiro do Sul.
Deste casal foi filho primogénito José Inácio de Azevedo Sousa Coutinho (bp. 04.08.1738), que sucedeu em toda a casa de seus pais, incluindo a alcaidaria de Seia. 
Foi, assim, o 4.º senhor dos Direitos Reais de Paredes e herdeiro da Casa da Torre das Pedras. 
Casou a 1.ª vez, sem geração, com D. Josefa Isabel Pinto de Vilhena, neta paterna de D. Frei Manuel Pinto da Fonseca, 68.º príncipe e grão-mestre da Ordem de Malta. 
Casou pela 2.ª vez, em 1792, com D. Jerónima da Costa Tavares Coutinho de Ornelas (da casa dos Costa Lopes Tavares de Trancoso e tia da 1.ª viscondessa de Trancoso, cuja família viria a herdar o título de Conde dos Arcos) e deste casamento foi filha herdeira D. Maria José de Azevedo Sousa Coutinho Tavares da Costa Ornelas (Paredes da Beira, 25.07.1796 - Tondela, Castelões, Quinta da Cruz, 08.05.1866), que viria a ser a 5.ª e última senhora de Paredes (devido à extinção dos senhorios em Portugal, no ano de 1834). Teve alvará de confirmação da doação, feita a seu bisavô, dos Direitos Reais da vila de Paredes, de juro e herdade e em vínculo perpétuo da sucessão, que foi publicado em 19 de setembro de 1822 (D. João VI).
D. Maria José de Azevedo casou com António de Lemos Carvalho e Sousa de Almeida Beltrão (Moimenta da Beira, Vila da Rua, bp. 30.03.1787 - 1831), último morgado do Ladário e de São Miguel do Outeiro, e senhor da quinta do Ribeiro, em Caria, da quinta da Cruz, em Castelões de Besteiros (Tondela), e da quinta Cruz do Salvador, em Viseu (onde hoje está o Centro de Arte Contemporânea da cidade). Era bisneto, por varonia, de Xavier Francisco de Lemos, morgado e senhor de Bordonhos, jure uxoris, e filho segundogénito do 8.º senhor da Trofa.

### Descendência e representação, após a extinção dos senhorios (1834)
Do casamento da última senhora dos Direitos Reais de Paredes com António de Lemos Carvalho, houve a seguinte geração:
- Mariano de Lemos de Azevedo Carvalho e Sousa (Moimenta da Beira, Vila da Rua, Quinta do Ribeiro, 29.11.1809 - ?), que sucedeu a seu pai em 1831, e a sua mãe em 1866, sendo assim, respectivamente, 16.º Senhor da Quinta do Ribeiro, em Caria e 25º senhor da casa da Torre das Pedras e quinta de Azevedo (ou da Corredoura) em Paredes. Solteiro, e sem geração, viveu em Vila Nova de Ourém, na casa que herdou de sua prima Maria Bárbara de Azevedo Machado;
- D. Henriqueta Augusta de Lemos Azevedo Beltrão, que nasceu em Paredes a 16.06.1815, sendo padrinho do seu baptismo o Bispo-conde D. Francisco de Lemos de Faria Pereira Coutinho, da casa dos Lemos de Condeixa - casou, sem geração, com José de Sousa Rebelo da Costa Soveral;
- D. Maria da Piedade de Lemos Azevedo, que nasceu em Paredes a 16.03.1819, e foi herdeira da quinta da Cruz do Salvador, em Viseu, tendo casado na quinta da Cruz, em Castelões de Besteiros (Tondela), com Nicolau Pereira de Mendonça Falcão do Amaral, com geração;
- José Maria de Lemos de Azevedo Beltrão (Paredes da Beira, 13.04.1823 - Tondela, Castelões, Quinta da Cruz, 25.05.1859), que apesar de ser o filho mais velho na ordem de sucessão, dado o primogénito não ter tido herdeiros, acabou por não suceder na casa da Torre das Pedras, por ter falecido antes de sua mãe. É nele e na sua descendência que está a representação dos Azevedos, senhores de Paredes, e morgados de Várzeas e Castanheiro do Sul.[11] Foi 17.º Senhor da Quinta do Ribeiro, em Caria, e teve a mercê de tratamento de Senhoria, por Alvará de 3 de janeiro de 1824 (D. João VI).[12] Casou com D. Maria da Conceição de Gouveia de Almeida Bandeira Zuzarte (Paranhos, Seia, 08.12.1838 - 1912), herdeira do solar do Torreão, em Treixedo e tia paterna do 1.º Visconde de Treixedo. Do casamento houve geração, que seguiu os apelidos Lemos de Azevedo Taborda, do solar e morgado de Mouronho, em Tábua[13] e Queiroz de Ataíde e Lemos, da casa e quinta do Cruzeiro, em Viseu (o diplomata José Guilherme Queiroz de Ataíde é trineto deste casal);
- António de Lemos de Azevedo (Paredes da Beira, 22.08.1827 - Paredes da Beira, 15.12.1887), que acabou por herdar a casa materna, sendo assim o 26.º senhor da Casa da Torre das Pedras, bem como da quinta de Azevedo (ou da Corredoura). Casou, em 1870, com D. Priscila Preciosa Cabral de Albuquerque Barata. Com geração, em cuja descendência (Castro Lemos, condes do Côvo, e depois Sousa Pinto) seguiria, até o presente, a propriedade da casa-solar da Torre das Pedras e da capela dos Azevedos.[3]

## Lista dos Senhores dos Direitos Reais de Paredes da Beira
1. José de Azevedo Vieira (1674 - 1752), 1.º senhor dos Direitos Reais de Paredes da Beira
2. Bernardo José de Azevedo Vieira (1707 - 1770), 2.º Senhor dos Direitos Reais de Paredes, filho do anterior
3. D. Maria Clara Francisca Joaquina de Azevedo e Távora Vieira da Silva (1715 - ?), 3.ª Senhora dos Direitos Reais de Paredes, irmã do anterior
4. José Inácio de Azevedo Sousa Coutinho (1738 - ?), 4.º senhor dos Direitos Reais de Paredes, filho do anterior
5. D. Maria José de Azevedo Sousa Coutinho Tavares da Costa Ornelas (1796 - 1866), 5.ª e última senhora dos Direitos Reais de Paredes, filha do anterior